# Даунинг, Уэйн
Уэйн Аллан Даунинг (англ. Wayne Allan Downing; 10 мая 1940 — 18 июля 2007) — американский военный деятель, генерал в отставке армии США. Бывший командующий Командования специальных операций вооруженных сил США и заместитель помощника президента США по национальной безопасности.

## Образование
Даунинг имел степень бакалавра наук Военной академии США (1962) и степень магистра в области делового администрирования университета Тулейн.

## Начало военной службы и война во Вьетнаме
В сентябре 1962 — феврале 1963 г. учащийся курсов базовый подготовки офицеров пехоты и рейнджеров в пехотном училище армии США в Форт-Беннинг, Джорджия.
С апреля 1963 по сентябрь 1964 г. служил в 1-го батальоне 503-го пехотного полка 173-й воздушно-десантной бригады расквартированной на Окинаве командиром взвода роты «B» (апрель 1963 — июнь 1964), затем офицером связи (июнь — сентябрь 1964).
С декабря 1964 по апрель 1966 г. проходил службу в составе 173-й воздушно-десантной бригады во Вьетнаме, в качестве адъютанта командующего бригадой (декабрь 1964 — октябрь 1965) и офицера разведки и связям с гражданской администрацией 1-го батальона 503-го пехотного полка (октябрь 1965 — апрель 1966).
В апреле 1966 — августе 1967 г. инструктор рабочей комиссии по тактике и разработке мер обеспечения внутренней обороны в группе тактической подготовки отдела бригадных и батальонных операций пехотного училища армии США в Форт-Беннинг.
С августа 1967 по январь 1968 г. командир роты «E» 3-го батальона 1-й учебной бригады пехотного учебного центра армии США в Форт-Беннинг.
В январе — сентябре 1968 г. учащийся курсов усовершенствования пехотных офицеров пехотного училища армии США.
С сентября 1968 по октябрь 1969 г. проходил службу во Вьетнаме в составе 2-го батальона 14-го пехотного полка 25-й пехотной дивизии, в качестве командира роты «A» (противоповстанческой) (сентябрь — декабрь 1968) и офицера по операциям (декабрь 1968 — сентябрь 1969). С сентября по октябрь 1969 года — офицер по операциям 2-й бригады 25-й пехотной дивизии.

## Дальнейшая карьера
В декабре 1969 — январе 1972 г. студент магистратуры университета Тулейн в Новом Орлеане, Луизиана.
В феврале — июне 1972 г. учащийся штабного колледжа вооружённых сил в Норфолке, Вирджиния.
С июня 1972 по февраль 1975 г. старший сотрудник по анализу операций / системный аналитик в отделе специальных региональных исследований, директората программного анализа и оценки Управления министра обороны США.
С марта 1975 по декабрь 1976 г. офицер по операциям, затем старший помощник командира 1-го батальона 75-го полка рейнджеров в Форт-Стюарт, Джорджия.
В декабре 1976 — марте 1977 г. командующий тактической группой (Аляска), 24-й пехотной дивизии в Форт Стюарт.
В мае 1977 — июле 1979 г. командир 2-го батальона 75-го полка рейнджеров в Форт-Льюис, Вашингтон.
С августа 1979 по май 1980 г. учащийся авиационного военного колледжа на авиабазе Максвелл, Алабама.
С июня 1980 по апрель 1982 г. секретарь объединенного штаба Европейского командования США в Штутгарт-Вайхинген, Германия.
В мае 1982 — апреле 1984 г. командир 3-й бригады 1-й бронетанковой дивизии в Германии.
В мае 1984 — ноябре 1985 г. командир 75-го полка рейнджеров в Форт-Беннинг.

## Служба в чине генерала
С ноября 1985 по июнь 1987 г. заместитель командующего 1-го командования специальных операций в Форт-Брэгг, Северная Каролина.
С июня 1987 по май 1988 г. директор Вашингтонского офиса Командования специальных операций вооруженных сил США, авиабаза МакДилл, Флорида.
В мае 1988 — декабре 1989 г. заместитель начальника штаба по подготовке кадров Командования учебной подготовки и разработки доктрин армии США в Форт-Монро, Вирджиния.
В декабре 1989 — августе 1991 г. командующий Совместным командованием специальных операций, Форт-Брэгг.
С августа 1991 по апрель 1993 г. командующий Командования специальных операций армии США, Форт-Брэгг.
30 апреля 1993 г. Даунинг был представлен к званию генерала и должности командующего Командования специальных операций вооруженных сил США. 19 мая кандидатура Даунинга была одобрена Сенатом США. Вступил в должность 20 мая 1993 г., в которой находился до 29 февраля 1996 г.

## Деятельность после отставки
После ухода из вооруженных сил, генерал Даунинг с октября 1999 по октябрь 2001 г., и с октября 2002 по октябрь 2006 г. являлся директором австралийской компании Metal Storm. Он также являлся членом совета директоров компании Science Applications International Corporation (SAIC) с апреля 1996 по октябрь 2001 г., и с октября 2002 по июнь 2005 г. Работал на телекомпании NBC News в качестве военного аналитика.
После взрыва бомбы 25 июня 1996 года у комплекса «Хобар Тауэрс» в Дахране (Саудовская Аравия), в результате которого погибло 19 военнослужащих ВВС США и ещё 372 человека получили ранения, Даунингу было поручено возглавить президентскую рабочую группу, задачей которой являлось расследование данного теракта, а также выработка рекомендаций по защите американских граждан и американских объектов за рубежом от террористических атак в будущем.
С 1999 по 2000 год являлся членом Национальной комиссии по борьбе с терроризмом (Комиссии Бремера), созданной по поручению Конгресса США. Комиссии было поручено изучить степень террористической угрозы в США, произвести оценку американского законодательства, политики, и практических мер по противодействию и наказанию за терроризм, направленного против американских граждан, и предложить меры по их корректировке.
С 10 октября 2001 по 27 июня 2002 г. занимал пост главного советника президента США по борьбе с терроризмом являясь по должности заместителем помощника президента США по национальной безопасности Кондолизы Райс и одновременно возглавляя управление по борьбе с терроризмом в Совете национальной безопасности США.
Работая в Белом доме «координировал военную, дипломатическую, правоохранительную, разведывательную, финансовую и стратегическую информационную деятельность», направленную на борьбу с террористами и поддерживающими терроризм структурами.
После терактов 11 сентября на Даунинга была также возложена обязанность руководить директоратом разведки в Управлении внутренней безопасности, где он отвечал за координацию внешней и внутренней контртеррористической деятельности правительства США.
Являлся автором так называемого «Плана Даунинга», согласно которому, для смены режима иракского лидера Саддама Хуссейна не требуется сосредоточения в регионе крупных войсковые контингентов, а цели операции могут быть достигнуты при помощи нескольких десятков мобильных отрядов спецназа, поддержку которым будет оказывать иракская оппозиция на севере и юге страны. Помимо экономии бюджетных средств «план Даунинга» позволял выполнить задачу за сравнительно короткий период и без длительной подготовки.
Даунинг состоял членом консультативного совета «Комитета по освобождению Ирака», неправительственной организации, созданной для обеспечения общественной поддержки для последующего вторжения в Ирак. Кроме того, Даунинг являлся лоббистом и военным советником оппозиционной иракскому режиму организации «Иракский национальный конгресс».
С февраля 2003 года и до своей смерти возглавлял центр по борьбе с терроризмом при Военной академии США в Уэст-Пойнте. Кроме того, Даунинг являлся приглашенным преподавателем в Школе бизнеса Росса, Мичиганского университета, где он вел семинары по лидерству и управлению преобразованиями.
Был дважды женат, от первого брака имел двух дочерей.
Умер от менингита 18 июля 2007 года.

## Присвоение воинских званий
- Второй лейтенант — 6 июня 1962
- Первый лейтенант — 6 декабря 1963
- Капитан — 10 ноября 1965
- Майор — 6 января 1969
- Подполковник — 1 июня 1976
- Полковник — 1 сентября 1980
- Бригадный генерал — 1 ноября 1985
- Генерал-майор — 1 октября 1988
- Генерал-лейтенант — 5 августа 1991
- Генерал — 20 мая 1993

## Награды и знаки отличия
- Медаль Министерства обороны «За выдающуюся службу» с бронзовым дубовым листом
- Медаль «За выдающиеся заслуги» (Армия США) с бронзовым дубовым листом
- Серебряная звезда с бронзовым дубовым листом
- Медаль «За отличную службу»
- Орден «Легион Почёта» с тремя бронзовыми дубовыми листьями
- Крест лётных заслуг с бронзовым дубовым листом
- Солдатская медаль
- Бронзовая звезда с литерой V за доблесть и серебряным дубовым листом
- Медаль "Пурпурное сердце
- Медаль Министерства обороны «За похвальную службу»
- Медаль похвальной службы с двумя бронзовыми дубовыми листьями
- Воздушная медаль с литерой V за доблесть и двумя серебряными дубовыми листьями
- Похвальная медаль армии с литерой V за доблесть и тремя бронзовыми дубовыми листьями
- Медаль за службу национальной обороне с бронзовой звездой за службу
- Экспедиционная медаль вооруженных сил
- Медаль «За службу во Вьетнаме» с серебряной и двумя бронзовыми звездами за службу
- Медаль за службу в Юго-Западной Азии с двумя бронзовыми звездами за службу
- Лента армейской службы
- Лента службы за границей
- Крест «За храбрость» (Южный Вьетнам) с тремя бронзовыми звездами за службу
- Медаль вьетнамской кампании
- Медаль освобождения Кувейта (Саудовская Аравия)
- Командор Ордена Почётного легиона
- Президентская гражданская медаль (2008; посмертно)[14]
- Благодарность армейской воинской части от президента
- Награда за выдающееся единство части с бронзовым дубовым листом
- Похвальная благодарность армейской воинской части
- Крест храбрости президента Вьетнама
- Значок боевого пехотинца
- Знак мастера-парашютиста
- Знак специалиста по наведению авиации
- Знак мастера-парашютиста затяжных прыжков
- Знак парашютиста Франции
- Идентификационный нагрудный знак Службы министра обороны
- Нарукавная нашивка рейнджера